# Droga wojewódzka nr 196
Droga wojewódzka nr 196 (DW196) – droga wojewódzka klasy GP o długości 68,5 km, łącząca Poznań z Wągrowcem. Składa się z dwóch odcinków rozdzielonych przebiegiem drogi krajowej nr 92. W Poznaniu droga jest nieoznakowana, z wyjątkiem skrzyżowania ulicy Bałtyckiej (DK92) z ulicą Gdyńską.
W maju 2020 roku na stronach Wielkopolskiego Zarządu Dróg Wojewódzkich oraz na OpenStreetMap droga wydłużona została do miejscowości Czacz, gdzie łączy się z drogą wojewódzką nr 312. W 2020 roku, na mocy Uchwały Nr XXII/426/20 Sejmiku Województwa Wielkopolskiego z dnia 28 września 2020 r., roboczy przebieg tej drogi o numerze „196A”, formalnie nie posiadający żadnego oznaczenia, skrócony został do węzła nr 38 (węzeł "Mosina") na drodze ekspresowej S5. Na podstawie Zarządzenia nr 15 Generalnego Dyrektora Dróg Krajowych i Autostrad z dnia 15 grudnia 2021 r., odcinek oznaczony jako 196A otrzymał nowy numer — jest to teraz droga wojewódzka nr 311, wydłużona od węzła nr 38 (węzeł "Mosina") do węzła nr 39 (węzeł "Czempiń") na drodze ekspresowej nr S5.

## Dopuszczalny nacisk na oś
Od 13 marca 2021 roku na drodze dozwolony jest ruch pojazdów o nacisku pojedynczej osi do 11,5 tony z wyjątkiem określonych miejsc oznaczonych znakiem zakazu B-19.

### Do 13 marca 2021 r.
Wcześniej droga wojewódzka nr 196 była objęta ograniczeniami dopuszczalnego nacisku pojedynczej osi:
| Znak  | Dopuszczalny nacisk | Odcinek                                                                             |
| ----- | ------------------- | ----------------------------------------------------------------------------------- |
| DW196 | do 10 ton           | - 2 (węzeł Poznań Komorniki) – Poznań 92 - Poznań 92 – Murowana Goślina – Wągrowiec |

## Miejscowości leżące przy DW196
- Poznań
- Koziegłowy
- Czerwonak
- Owińska
- Bolechowo
- Murowana Goślina (DW187)
- Łopuchowo
- Sława Wielkopolska (DW197)
- Skoki
- Wiatrowo
- Wągrowiec

## Zmiany przebiegu
29 czerwca 2012 oddano do użytku obwodnicę Murowanej Gośliny, liczącą 9 km długości. Obwodnica rozpoczyna się w miejscowości Bolechowo i kończy na skrzyżowaniu z drogą w kierunku Rogoźna przez Długą Goślinę. Koszt budowy trasy wyniósł 78 mln zł (w tym dofinansowanie 65 mln zł z unijnych funduszy w ramach Wielkopolskiego Regionalnego Programu Operacyjnego na lata 2007-2013). Na mocy Zarządzenia nr 61 GDDKiA z dnia 23 grudnia 2015 roku droga nr 196 została przedłużona do węzła autostradowego Poznań Komorniki po dawnym śladzie drogi krajowej nr 5 w Poznaniu.
Po zakończonej przebudowie ulicy Gdyńskiej w Poznaniu cały odcinek przebiegający przez miasto (17,5 km) jest dwujezdniowy.